# NGC 6025
NGC 6025是一个明亮易辨的疏散星团，形状呈长形，有大约30颗+7等或更暗的恒星。該星團為天文學家尼可拉·路易·拉卡伊於1751年至1752年間在南非發現的，距離地球約2000光年，在天空中位於南三角座。